# Teiichi: Battle of Supreme High
Pour plus de détails, voir Fiche technique et Distribution.
Teiichi: Battle of Supreme High (帝一の國, Teiichi no Kuni) est un film japonais réalisé par Akira Nagai, sorti le 29 avril 2017.
Il est tiré du manga Teiichi no Kuni d'Usamaru Furuya.

## Synopsis
Teiichi Akaba (Masaki Suda) est étudiant dans un prestigieux lycée privé connu pour avoir produit de grands politiciens et bureaucrates. Son rêve est de devenir Premier ministre et de faire son propre pays. Pour aider à réaliser son rêve, il veut être élu président du conseil étudiant de son école car ce poste lui permettrait de recevoir des privilèges et une meilleure chance de promotion plus tard dans le monde politique et bureaucratique. Une lutte de pouvoir se déroule durant l'élection des étudiants.

## Distribution
- Masaki Suda : Teiichi Akaba
- Shūhei Nomura : Kikuma Tōgō
- Ryoma Takeuchi : Dan Ōtaka
- Shotaro Mamiya : Roland Himuro
- Jun Shison : Kōmei Sakakibara
- Yudai Chiba : Okuto Morizono
- Mei Nagano : Mimiko Shiratori
- Katsuhiro Suzuki : Mitsuhiko Koma
- Ryo Kimura : Keigo Dōyama
- Amane Okayama : Yōsuke Sasaki
- Kazuhiro Yamaji
- Sei Matobu
- Ikuji Nakamura
- Takaaki Enoki
- Kōtarō Yoshida : Jōsuke Akaba